# Lazsányi László
Lazsányi László (Budapest, 1954. december 5. – Budapest, 2021. december 3.) magyar labdarúgó.

## Élete
A BVSC utánpótláscsapatában kezdte labdarúgó pályafutását, ahol Törőcsik András csapattársa volt. Sorkatonai szolgálata alatt a Kossuth KFSE játékosa volt. Az NB I-ben 1978-tól 1984-ig játszott, a Szegedi EOL AK, a Székesfehérvári MÁV Előre SC és a Csepel középpályásaként. Az első osztályban (NB1) 152 mérkőzésen játszott és összesen 22 gólt szerzett. 1984-ben vesztegetés miatt többéves eltiltást kapott.
Lánya Lazsányi Erika, az MTK ritmikus gimnasztika szakosztályának elnöke, akinek férje Deutsch Tamás politikus.

## Halála
2021. december 3-an este Budapesten, a Nánási úton Lazsányi László, az egyik ott lévő társasházi lakás tulajdonosaként, meglátogatta a bérlőjét, aki nem fizette a bérleti díjat. Lazsányi kicseréltette a zárat, amit később egy vadászkéssel feltört a bérlő. Lazsányi számon kérte ezt az 57 éves bérlőn, aki leszúrta a sportolót. A  mentők nem tudták újraéleszteni. A kiérkező rendőrök még aznap elfogták a gyilkossággal gyanúsított férfit. Lazsányi két nappal 67. születésnapja előtt halt meg.